# Mengabril (kommunhuvudort)
Mengabril är en kommunhuvudort i Spanien.   Den ligger i provinsen Provincia de Badajoz och regionen Extremadura, i den centrala delen av landet, 250 km sydväst om huvudstaden Madrid. Mengabril ligger 253 meter över havet och antalet invånare är 457.
Terrängen runt Mengabril är huvudsakligen platt, men åt sydost är den kuperad.Runt Mengabril är det ganska tätbefolkat, med 54 invånare per kvadratkilometer. Närmaste större samhälle är Don Benito, 6,6 km öster om Mengabril. Trakten runt Mengabril består till största delen av jordbruksmark.